# Birnagar
Birnagar è una suddivisione dell'India, classificata come municipality, di 26.596 abitanti, situata nel distretto di Nadia, nello stato federato del Bengala Occidentale. In base al numero di abitanti la città rientra nella classe III (da 20.000 a 49.999 persone).

## Geografia fisica
La città è situata a 23° 14' 24 N e 88° 32' 23 E.

## Società

### Evoluzione demografica
Al censimento del 2001 la popolazione di Birnagar assommava a 26.596 persone, delle quali 13.633 maschi e 12.963 femmine. I bambini di età inferiore o uguale ai sei anni assommavano a 3.008, dei quali 1.548 maschi e 1.460 femmine. Infine, coloro che erano in grado di saper almeno leggere e scrivere erano 18.730, dei quali 10.342 maschi e 8.388 femmine.